# Medalha Presidencial (Israel)
A Medalha de Honra Presidencial de Israel (em hebraico:  עיטור נשיא מדינת ישראל, transl.: Itur Nesi Medinat Yisra'el) é a mais alta medalha civil concedida pelo Presidente do Estado de Israel.

## História
A Medalha Presidencial foi entregue pela primeira vez em 1º de março de 2012, em Beit HaNassi, pelo Presidente de Israel, Shimon Peres. No total, concedeu-o a 26 pessoas “que deram uma contribuição notável ao Estado de Israel ou à humanidade, através dos seus talentos, serviços ou de qualquer outra forma”. A medalha, baseada na Légion d'Honneur francesa, foi desenhada por Yossi Matityahu e inclui um verso do Livro de Samuel, que pode ser traduzido livremente como "cabeça e ombros [acima do resto]".
O presidente Isaac Herzog ressuscitou a instituição da medalha em 2022, concedendo-a pela primeira vez desde Shimon Peres em 2014. Sob Herzog, a condecoração foi renomeada como Medalha de Honra Presidencial de Israel. Os destinatários incluem o presidente tcheco, Miloš Zeman, e o presidente dos EUA, Joe Biden.

## Agraciados

### 2012
- Henry Kissinger, ex-secretário de Estado dos Estados Unidos[4]
- Judith Feld Carr, defensora canadense dos direitos humanos que providenciou a liberdade de milhares de judeus-sírios[4]
- Fundação Rashi, defende a mobilidade social e a igualdade[4]
- Rabino Adin Steinsaltz (Even-Israel), editor da obra The Talmud: The Steinsaltz Edition[4]
- Zubin Mehta, diretor musical emérito da Orquestra Filarmônica de Israel[4]
- Ory Slonim, Consultor Especial de vários Ministros da Defesa israelenses sobre prisioneiros de guerra e desaparecidos[4]

### 2013
- Barack Obama, Presidente dos Estados Unidos[5]
- Bill Clinton, ex-presidente dos EUA[6]
- Elie Wiesel, ativista de direitos humanos[7]
- Steven Spielberg, diretor de cinema[8]

### 2014
- Rabino Yitzchak Dovid Grossman, Rabino-Chefe de Migdal HaEmek, fundador e reitor da ONG Migdal Ohr[9]
- Lia Van Leer, fundadora da Cinemateca de Haifa, da Cinemateca de Jerusalém, do Arquivo de Cinema de Israel e do Festival de Cinema de Jerusalém[9]
- Avi Naor, empresário israelense[9]
- Rabino Avraham Elimelech Firer, presidente e fundador da Ezra LeMarpeh, uma organização sem fins lucrativos que fornece assistência médica aos necessitados[9]
- General-de-Brigada Avigdor Kahalani, soldado e ex-Ministro da Segurança Interna[9]
- Avner Shalev, presidente da diretoria do Yad Vashem[9]
- Dr. Harry Zvi Tabor, fundador do Laboratório Físico Nacional de Israel, pai da energia solar em Israel[9]
- Jack Mahfar, filantropo judeu-iraniano[9]
- Angela Merkel, Chanceler da Alemanha[10]
- Giorgio Napolitano, Presidente da Itália[11]
- Ruth Dayan, ativista social e fundadora da casa de moda Maskit[12]
- Stef Wertheimer, industrial, filantropo e ex-membro do Knesset[12]
- Kamal Mansour, conselheiro para assuntos de minorias de sete presidentes israelenses[12]
- Rabino Israel Meir Lau, ex- Rabino Chefe Ashkenazi de Israel[12]
- Prof. Reuven Feuerstein, psicólogo do desenvolvimento e fundador do Centro Internacional para o Aprimoramento do Potencial de Aprendizagem[12]

### 2022
- Miloš Zeman, Presidente da República Tcheca[13]
- Joe Biden, Presidente dos Estados Unidos[14]
- Nicos Anastasiades, Presidente do Chipre[15]
- Dalia Fadila, educadora árabe-israelense[16]

### 2023
- Chava Alberstein, um importante músico folclórico[17]
- Adi Altschuler, fundador do Zikaron BaSalon[17]
- Meir Buzaglo, um ativista da renovação judaica[17]
- Rabino Menachem Hacohen, um líder inter-religioso e ex-membro do Knesset[17]
- Mona Khoury, vice-presidente de estratégia e diversidade da Universidade Hebraica de Jerusalém[17]
- Major-General (ref.) Dan Tolkowsky, um oficial reformado da Força Aérea Israelense[17]
- Carmela Menashe, correspondente militar da Rádio do Exército[17]
- Bibras Natcho, ex-capitão da seleção israelense de futebol[17]
- Assad Araidy, um educador[17]
- Lena Shtern, empreendedora social[17]
- André Azoulay, conselheiro sênior do rei marroquino Mohammed VI[17][18]
- Irwin Cotler, ex-Ministro da Justiça canadense[17]
- A Fundação Kemach, que promove o emprego no setor haredi (ou ultra-ortodoxo) de Israel, prêmio organizacional[17]